# من أمريكا إلى الشاطئ الآخر (كتاب)
كتاب من أمريكا إلى الشاطئ الآخر هو كتاب من تأليف الدكتور مصطفى محمود يتحدث فيه عن التقدم التكنولوجي الكبير في الولايات المتحدة بذكر مجموعة من التواريخ المتتالية وكيف كانت الأحداث المسيطرة على الرأي العام الأمريكي وكلها عن اختراع كذا وظهور كذا. ثم يذهب الكاتب إلى التحدث عن الشيوعية وكيف اختلفت مع الوقت من قتال من أجل الطبقات الكادحة ومثل عليا في وجهه نظرهم إلى حروب ودمار من أجل مطامع مادية وأنها لا تختلف مع الرأسمالية في كونهم نتاج الثورة الصناعية الوثنية وحضارة مادية خالصة. يتحدث الكاتب عن التلفاز وكيف سيغير ويقود العالم وربما ما ذكره الكاتب من تنبؤات بما سيحدثه هذا الاختراع على حد قوله نعيشه الآن ونعيش اثار هذا التلفاز. يذهب الكاتب بعد ذلك إلى يوغوسلافيا (الكتاب يتحدث عن فترة أوائل الثمانينات) وبالتحديد إلى سراييفو عاصمة البوسنة حاليا ويحكي الكاتب كيف يعيش 4 ملايين مسلم هم مسلموا يوغوسلافيا في قلب أوروبا في نفس الجبال والسهول والروح الأوروبية تجد القيم الإسلامية الرفيعة والسماحة والتواضع وكيف أنه إذا انتقل فقط إلى النمسا بجوارها سيجد حياة مختلفة. يمر الكاتب مروراً سريعاً إلى جزيرة رودس التابعة إلى اليونان ويتحدث عن نفسية البائع اليوناني الذي يعيش حياته معتمدا على السياحة تماما لا يبالي بالاشتراكية أو غيرها هو يريد أن يأتي إلى اليونان ليشتري الجميع ما يبيع من تماثيل الحضارة الاغريقية  ثم يتحدث الكاتب بعد ذلك عن الثورة الإيرانية بقيادة الخميني ورؤية الغرب لها عن طريق عرض مقولة لتوماس ليمان يتحدث فيها عن فكرة الدولة الإسلامية من الأساس وأنه من المستحيل أن يصبح هناك دولة اسلامية متوحدة في المستقبل! ثم يذهب إلى الحل في الفصل الاخير بالكتاب وكيف يكون موقفنا من هذة المتغيرات ويقول: العلم والعمل والإنتاج ومكارم الاخلاق التي عودنا عليها الإسلام والوحدة خلف رايته واحترام العقل ونبذ التعصب والنظر إلى كل شئ في شمول وتدبر وتفكر.

## مقتطفات من الكتاب
- “من يقرأ التاريخ لا يدخل اليأس إلى قلبه أبداً وسوف يرى الدنيا أياماً يداولها الله بين الناس. الأغنياء يصبحون فقراء، والفقراء ينقلبون أغنياء، وضعفاء الأمس أقوياء اليوم، وحكام الأمس مشردوا اليوم، والقضاة متهمون، والغالبون مغلبون والفلك دوار والحياة لا تقف.”
- “الكتاب الجيد يحرر الإنسان الذي يقرأه، أما التلفزيون الجيد فيعتقل الإنسان الذي يشاهده”
- “أحياناً لابد أن نصادر الحرية لنحمي الحرية”
- “تيتو.. هو موحد جمهوريات يوغسلافيا الثماني ذات اللغات المتعدده (صربية وكرواتية وسلوفينية) والديانات المتعددة (إسلام وكاثوليك وأرثودكس وشيوعيين) تحت علم واحد وولاء واحد. ونص تيتو في دستوره على حرية المسلم في أداء شعائره والدعوة الدينية، وكذلك حرية المسيحي وحرية الشيوعي، ويحفظ له المسلمون الجميل والمسلمين من المصير الذي حاق بهم في ألبانيا والمجر وبولندا وروسيا.. وأنقذ يوغوسلافيا من الشيوعية الستالينية ومن التبعية العمياء لروسيا أو أمريكا ومن الحروب الطائفية.. أختار لهم خطا اقتصاديا خاصا بها هو.. دولة المؤسسات هو ذلك الخط الوسط الدقيق بين ملكية الفرد وملكية الدولة. وقد قرأ تيتو القرأن ثلاث مرات (في ترجمت اليوغسلافية) وكانت أخر مرة في مرضه الأخير.. كما أوصى قبل موته بألا توضع على قبره النجمة الشيوعية، وألا يكفن في الكفن الأحمر الذي يكفن به الشيوعيين. كما اوصى قبل موته بألا توضع على قبره نجمة الشيوعية. كما رفض أن يوضع على قبره الصليب، وأن يدفن تبعاً لأي طقس مسيحي، وطلب أن يدفن في بيته بلا طقوس والا يكتب على قبره أي كلمة سوى (تيتو ولد في كذا ومات في كذا) وذهب وذهب معه سره ولا نعلم على أي عقيدة مات ولكنه ترك وراءه يوغسلافيا الموحدة والسلام والحرية والعمار ووراء بناء كلمة لا إله الا الله في يوغسلافيا وبقاء الإسلام حياً في قلعة الالحاد الأوروبية جهود خارقة لجنود مجهولين.. كما أن وراءه تخطيطاً وتنظيماً مستنيراً متقدماً متطورات في كذا”
- “وأكاد أقول إن أصدق تعريف للحضارة هو القدرة على التفاهم بين المختلفين، والقدرة على تجاوز التناقضات في المواقف والأراء والأمزجة وتغليب الإنسانية والحكمة”
- “وعلى المسلم أن يقرأ ويتعلم وينفتح على جميع التيارات ليعرف كيف يتعامل معها في سلام وكيف يرد عليها بمنطق وبموضوعية وبعلم دونما تعصب”
- “إن التيار السائد الآن هو التيار الدينى فليعمل الجميع تحت هذه الراية الضرورة واستراتيجية المرحلة تحكم تلك مبادئهم.. ولقد سمعنا الإرهابى الإيرانى ” فلاح الدين حبشى ” يقول إن حزب توده الشيوعى يعمل من داخل عباءة الخومينى بل هم يعملون من تحت جلده وفي سن الثمانين يصبح العجوز طفلاً في عقليته بسبب تصلب الشرايين.. وما أسهل أن يصبح العوبة في أيدى من يعرف كيف يقوده ويؤثر فيه وهم هنا في الجامعة يعملون من وراء الشعارات الدينية ويدفعون بالشباب المتطرف الرافض إلى هوس دينى في محاولة ذكية ماكرة للتخلص من النظام ومن الدين معا والوصول بالمجتمع إلى حالة من الفوضى تصبح فيها الشيوعية هي طوق النجاة الوحيد هؤلاء هم أصحاب اللحى الجدد الذين يرفعون المصاحف على أسنة المطرقة والسندان وينادون بالشريعة ليقطعوا بها ايدى خصومهم ويصلون على محمد بظاهر السنتهم وعلى لينين بكوامن قلوبهم ودفعون امامهم بقطعان من الشباب الساذج ويقولون له.. اقتل.. احرق – خرب.. في سبيل الله.. ضع القنابل في السينمات والمسارح والبنوك والمؤسسات.. ارفع راية العصيان في كل مكان.. فتلك دولة الفسق وأنت المهدى المنتظر.. وما أكثر من يندفع من الشباب ليموتوا في معركة ليست معركتهم فليكن الشباب على حذر من هذه اللغة المزدوجة وليتذكر أن الدين حب وسماحة وتقوى وعمل صالح وبناء وتفان في الخير وتعاون على البر وليتذكر أن محمدا عليه الصلاة والسلام لم يكن سفاحا ولا قاتلا ولا مخربا ولم يكن يشعل الحرائق ولم يكن يغتال الامنين بل كان بدا خضراء ولسان صدق وكلمة محبة اما هؤلاء الرافضون فهم الماركسيون الجدد في لباسهم التنكرى الجديد بعد أن تعرت مبادئهم وظهر فسادها حتى النخاغ”

## وصلات خارجية
- فيديو حلقات الدكتور مصطفى محمود.
- مدونة الدكتور مصطفى محمود.
- "كان نائماً في سكينة تامة لم يستيقظ منها": ابنة مصطفى محمود لـ"العربية.نت": العالم الكبير رحل في هدوء، العربية نت، 31 أكتوبر 2009.
- صفحة مصطفى محمود على موقع أبجد
- صفحة اقتباسات مصطفى محمود على موقع أبجد
- صفحة باسم الدكتور رائعة على الفيس بوك
- الفيلم الوثائقي العالم والايمان على اليوتيوب
- محمود تحميل كتب الدكتور مصطفى محمود كاملة pdf